# Zdeněk Sternberg
Zdeněk Filip Maria Emanuel Jiří Ignatius Sternberg (15. srpna 1923 Praha – 19. ledna 2021 Český Šternberk) byl potomek starobylého šlechtického rodu Sternbergů (Šternberků). V době tuhé komunistické totality byl perzekvován a v roce 1968 odešel do emigrace. Po Sametové revoluci se z Rakouska vrátil a restituoval hrad Český Šternberk a zámek Březina na Rokycansku.

## Život

### Původ a mládí
Narodil se 15. srpna 1923 v Praze jako druhé dítě a nejstarší syn Jiřího hraběte ze Sternbergu (1888–1965) a jeho manželky Kunhuty (Kunigundy) hraběnky Mensdorff-Pouilly (1899–1989).  Měl osm sourozenců (čtyři sestry a čtyři bratry), čtyři sourozenci a matka neemigrovali ani po roce 1968. Do jeho 14 let ho na hradě Český Šternberk vyučoval domácí učitel, zkoušky skládal na obecní škole v Českém Šternberku, později na Arcibiskupském gymnáziu v Praze-Bubenči.

### Období nacismu
Ve školním roce 1938/1939 nastoupil do kvarty na smíchovském Vančurově gymnáziu, kde za války odmaturoval. Bydlel v bytě na Malé Straně. Přátelil se tehdy s Josefem Czerninem (9. srpna 1924 Praha – 13. dubna 2015), který bydlel v Thunovské ulici. Po maturitě nastoupil jako referent v Ústředním svazu řemesel v Paláci Koruna na Václavském náměstí. Tam bylo jeho úkolem organizovat odstraňování škod po náletech Spojenců.

### Po válce před emigrací
Po 2. světové válce se přihlásil na Právnickou fakultu Univerzity Karlovy v Praze, kde studoval do roku 1949, ale nebyl z politických důvodů připuštěn k promoci. Ve středu 25. února 1948 se zúčastnil pochodu studentů na Pražský hrad k prezidentovi Edvardu Benešovi, kteří protestovali proti komunistickému postupu. Aktivně se účastnil nejen druhého, ale i třetího odboje. Pomáhal při organizování nelegálního překračování hranic a odchodu svých sourozenců a přátel na Západ. Na vojnu nastoupil 1. října 1950. Základní výcvik u dělostřeleckého pluku v Litoměřicích trval pouze několik týdnů, poté byl přeřazen k Pomocnému technickému praporu (ve filmu Černí Baroni jej ztvárnil Václav Vydra). Pět let, nejdříve v rámci PTP a později jako civilista na Dole Prezident Gottwald v Hrdlovce u Duchcova a později na Velkodole Čs. armády v Karviné. Nejprve pracoval jako horník, poslední tři roky byl už jako civilista řidičem mamutího bagru na povrchu dolu v Karviné. Od roku 1956 působil dvanáct let jako kulisák a zástupce jevištního mistra v Hudebním divadle v Karlíně.
Dne 10. května 1955 se oženil s Alžbětou Hrubou-Gelenj. V kostele svatého Mikuláše na Malostranském náměstí v Praze je oddával Hansobald Czernin. Na svatební cestu jeli vlakem z Prahy do Jeseníků, nocovali v Grandhotelu v Hradci Králové. Dne 29. října 1956 se jim narodil syn Filip. Mezi lety 1957 až 1961 působil z donucení jako agent StB, aniž by jí ovšem sdělil cokoliv užitečného, takže s ním nakonec spolupráci sama zrušila.

### Emigrace
Po okupaci Československa vojsky Varšavské smlouvy v roce 1968 emigroval s manželkou a synem nejprve do Vestfálska ke svým bratrům a následně do Vídně, kde od 1. prosince 1968 pracoval v potravinářském koncernu; z prokuristy (1973) se vypracoval na zástupce generálního ředitele.
Po odchodu do exilu byl odsouzen ke třem letům vězení nepodmíněně. Požádal o prominutí trestu a ten mu byl prominut v roce 1982.

### Návrat do Česka

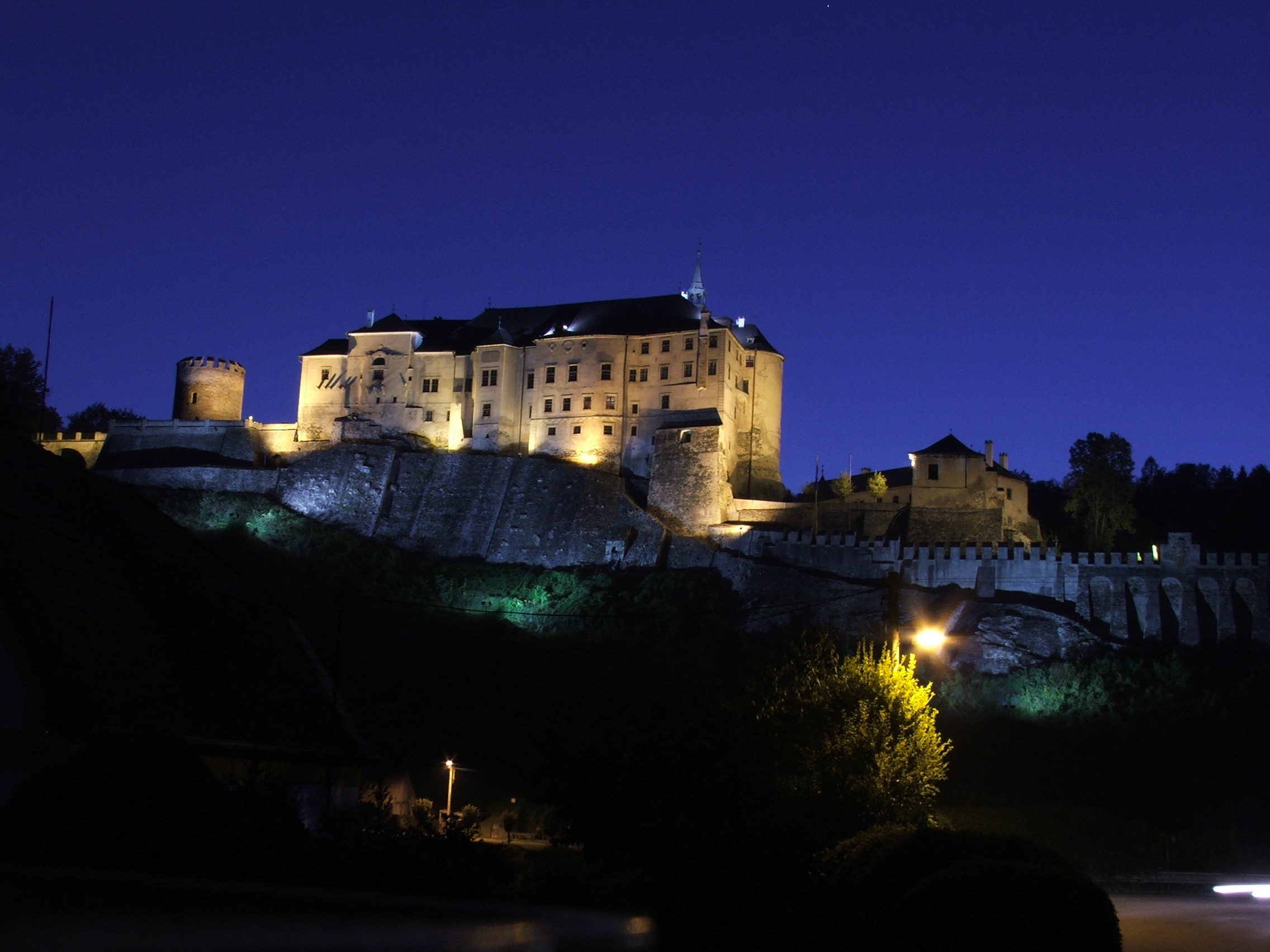
Český Šternberk za soumraku

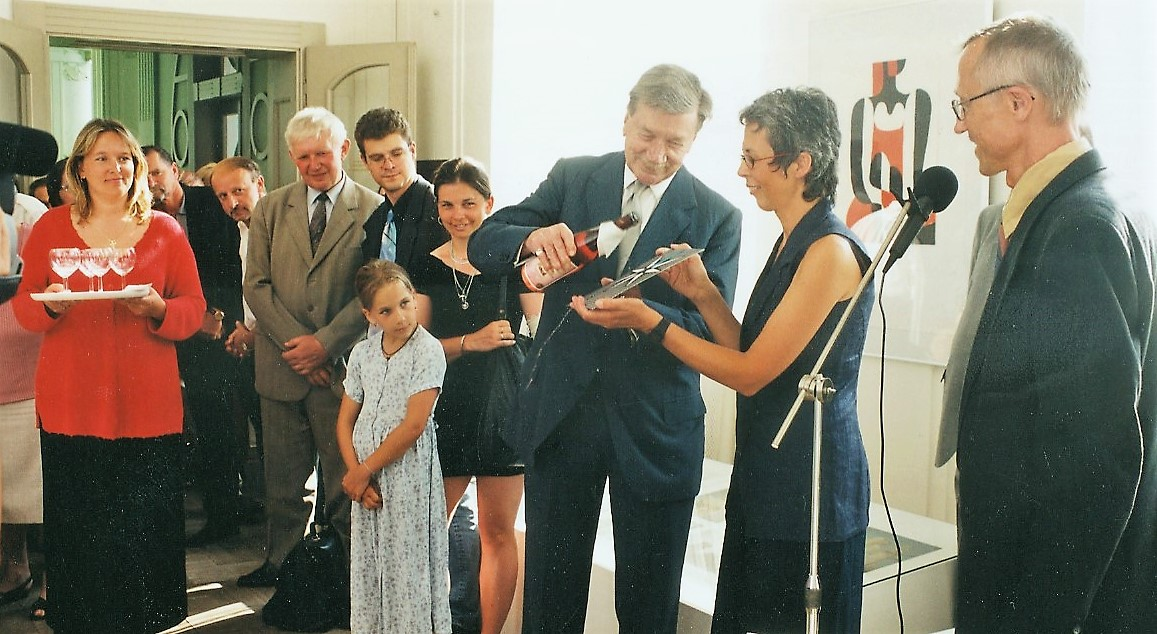
Zdeněk ze Sternbergu křtí grafickou značku benešovského muzea umění (2005).

Po sametové revoluci v roce 1989 se vrátil do Československa a v roce 1992 už jako důchodce restituoval hrad Český Šternberk a s ním i v jeho okolí přes dva tisíce hektarů polí a luk (zemědělský podnik Šternov). Asi dva tisíce hektarů zrestituoval také na Rokycansku. Získal zpět a zrekonstruoval také vodní elektrárnu v Ratajích nad Sázavou. Kromě správy svého majetku se dále věnoval ochraně a propagaci českých kulturních památek doma i v zahraničí a v rámci rodinné tradice také podpoře českého muzejnictví. Byl čestným členem muzejní rady benešovského Muzea umění a designu, které užívalo sternberskou „hvězdu poznání“ ve své grafické značce.
Dne 28. října 2005 ho prezident republiky Václav Klaus vyznamenal medailí Za zásluhy II. stupně.

## Rodina
Zdeněk Sternberg se oženil 10. května 1955 v kostele svatého Mikuláše na Malostranském náměstí v Praze s účetní v Kovoslužbě Alžbětou Hrubou-Gelenj (28. února 1929 Červené Pečky – 6. února 2021 Český Šternberk), dcerou Josefa Hrubého z Gelenj (1866–1943) a jeho manželky Karoly Bukuwkové z Bukuwky (1889–1952).  Po emigraci v Rakousku pracovala pro charitu v táboře pro uprchlíky. Její bratr Bedřich Hrubý-Gelenj (* 8. října 1927 Červené Pečky) se 12. září 1960 v Českém Šternberku oženil se Zdeňkovou sestrou Terezií (1934–2012). Zdeněk a Alžběta Sternbergovi spolu měli jednoho syna:
- Filip (* 29. 10. 1956 Praha)
  - 1. ∞ (31. 12. 1992 Praha, rozvedeni 1996) Kateřina Vávrová (* 6. 3. 1971 Praha)
  - 2. ∞ (8. 4. 1998 Vídeň) Susanne Friederike von Berg (* 20. 7. 1956 Mnichov), jejich dcera:
    - Anastasia Anna Maria (* 8. 1. 1999 Vídeň)

Syn JUDr. Filip Sternberg vystudoval na právnické fakultě ve Vídni a na právnické fakultě v Salcburku práva a provozuje ve Vídni advokátní kancelář. Z Vídně zajížděl na Český Šternberk minimálně třikrát měsíčně.

## Příbuzenské vztahy restituentů hradu Český Šternberk a zámků Častolovice a Jemniště
Toto schéma představuje příbuzenské vztahy Zdeňka Sternberga, Diany Franzisky Sternbergové Phipps a Jana Boska Sternberga, kteří jsou zvýrazněni červeně. Všichni pocházeli z Leopoldovy větve konopišťských Sternbergů. Modře jsou vyznačeni přímí mužští předkové. Zeleně je vyznačen Josef Leopold (Leopold I.; 1770–1858), společný předek všech tří a vnuk zakladatele Leopoldovy větve. Oranžově je navíc vyznačena současná hlava rodu. Římské číslice představují pořadí manželky nebo manžela, pokud se některý příslušník oženil nebo příslušnice vdala více než jednou. Vzhledem k účelu se nejedná o kompletní rodokmen.
|                                             |                                             |                                             |                                             |                                             |                                             |                                        |                                        |                                                     |                                                     |                                                     |                                                     |                                                     |                                                     |                              |                              |                                                     |                                                     |                                                     |                                                     | Josef Leopold (Leopold I.) ze Sternbergu 1770–1858  | Josef Leopold (Leopold I.) ze Sternbergu 1770–1858  | Josef Leopold (Leopold I.) ze Sternbergu 1770–1858 | Josef Leopold (Leopold I.) ze Sternbergu 1770–1858 | Josef Leopold (Leopold I.) ze Sternbergu 1770–1858 | Josef Leopold (Leopold I.) ze Sternbergu 1770–1858 |                                  |                                  | Marie Karolína z Walseggu 1781–1857 | Marie Karolína z Walseggu 1781–1857 | Marie Karolína z Walseggu 1781–1857 | Marie Karolína z Walseggu 1781–1857 | Marie Karolína z Walseggu 1781–1857 | Marie Karolína z Walseggu 1781–1857 |                                   |                                   |                                   |                                   |                                |                                |                         |                         |                            |                            |                            |                            |                                        |                                        |                                        |                                        |                                        |                                        |                                         |                                         |                                         |                                         |                                                       |                                                       |                                                       |                                                       |                                                       |                                                       |                               |                               |                                  |                                  |                                  |                                  |                                                     |                                                     |                                                     |                                                     |                                                     |                                                     |                                     |                                     |                                     |                                     |  |  |  |  |
|                                             |                                             |                                             |                                             |                                             |                                             |                                        |                                        |                                                     |                                                     |                                                     |                                                     |                                                     |                                                     |                              |                              |                                                     |                                                     |                                                     |                                                     | Josef Leopold (Leopold I.) ze Sternbergu 1770–1858  | Josef Leopold (Leopold I.) ze Sternbergu 1770–1858  | Josef Leopold (Leopold I.) ze Sternbergu 1770–1858 | Josef Leopold (Leopold I.) ze Sternbergu 1770–1858 | Josef Leopold (Leopold I.) ze Sternbergu 1770–1858 | Josef Leopold (Leopold I.) ze Sternbergu 1770–1858 |                                  |                                  | Marie Karolína z Walseggu 1781–1857 | Marie Karolína z Walseggu 1781–1857 | Marie Karolína z Walseggu 1781–1857 | Marie Karolína z Walseggu 1781–1857 | Marie Karolína z Walseggu 1781–1857 | Marie Karolína z Walseggu 1781–1857 |                                   |                                   |                                   |                                   |                                |                                |                         |                         |                            |                            |                            |                            |                                        |                                        |                                        |                                        |                                        |                                        |                                         |                                         |                                         |                                         |                                                       |                                                       |                                                       |                                                       |                                                       |                                                       |                               |                               |                                  |                                  |                                  |                                  |                                                     |                                                     |                                                     |                                                     |                                                     |                                                     |                                     |                                     |                                     |                                     |  |  |  |  |
|                                             |                                             |                                             |                                             |                                             |                                             |                                        |                                        |                                                     |                                                     |                                                     |                                                     |                                                     |                                                     |                              |                              |                                                     |                                                     |                                                     |                                                     |                                                     |                                                     |                                                    |                                                    |                                                    |                                                    |                                  |                                  |                                     |                                     |                                     |                                     |                                     |                                     |                                   |                                   |                                   |                                   |                                |                                |                         |                         |                            |                            |                            |                            |                                        |                                        |                                        |                                        |                                        |                                        |                                         |                                         |                                         |                                         |                                                       |                                                       |                                                       |                                                       |                                                       |                                                       |                               |                               |                                  |                                  |                                  |                                  |                                                     |                                                     |                                                     |                                                     |                                                     |                                                     |                                     |                                     |                                     |                                     |  |  |  |  |
|                                             |                                             |                                             |                                             |                                             |                                             |                                        |                                        |                                                     |                                                     |                                                     |                                                     |                                                     |                                                     |                              |                              |                                                     |                                                     |                                                     |                                                     |                                                     |                                                     |                                                    |                                                    |                                                    |                                                    |                                  |                                  |                                     |                                     |                                     |                                     |                                     |                                     |                                   |                                   |                                   |                                   |                                |                                |                         |                         |                            |                            |                            |                            |                                        |                                        |                                        |                                        |                                        |                                        |                                         |                                         |                                         |                                         |                                                       |                                                       |                                                       |                                                       |                                                       |                                                       |                               |                               |                                  |                                  |                                  |                                  |                                                     |                                                     |                                                     |                                                     |                                                     |                                                     |                                     |                                     |                                     |                                     |  |  |  |  |
| Leopold II. Mořic ze Sternbergu 1811–1899   | Leopold II. Mořic ze Sternbergu 1811–1899   | Leopold II. Mořic ze Sternbergu 1811–1899   | Leopold II. Mořic ze Sternbergu 1811–1899   | Leopold II. Mořic ze Sternbergu 1811–1899   | Leopold II. Mořic ze Sternbergu 1811–1899   |                                        |                                        | Luisa z Hohenlohe-Bartenstein-Jagtsbergu 1840–1873  | Luisa z Hohenlohe-Bartenstein-Jagtsbergu 1840–1873  | Luisa z Hohenlohe-Bartenstein-Jagtsbergu 1840–1873  | Luisa z Hohenlohe-Bartenstein-Jagtsbergu 1840–1873  | Luisa z Hohenlohe-Bartenstein-Jagtsbergu 1840–1873  | Luisa z Hohenlohe-Bartenstein-Jagtsbergu 1840–1873  |                              |                              |                                                     |                                                     |                                                     |                                                     |                                                     |                                                     |                                                    |                                                    | Jaroslav ze Sternbergu 1809–1874                   | Jaroslav ze Sternbergu 1809–1874                   | Jaroslav ze Sternbergu 1809–1874 | Jaroslav ze Sternbergu 1809–1874 | Jaroslav ze Sternbergu 1809–1874    | Jaroslav ze Sternbergu 1809–1874    |                                     |                                     | Eleonora Orczy de Orczi 1811–1865   | Eleonora Orczy de Orczi 1811–1865   | Eleonora Orczy de Orczi 1811–1865 | Eleonora Orczy de Orczi 1811–1865 | Eleonora Orczy de Orczi 1811–1865 | Eleonora Orczy de Orczi 1811–1865 |                                |                                |                         |                         |                            |                            |                            |                            |                                        |                                        | Zdeněk ze Sternbergu 1813–1890         | Zdeněk ze Sternbergu 1813–1890         | Zdeněk ze Sternbergu 1813–1890         | Zdeněk ze Sternbergu 1813–1890         | Zdeněk ze Sternbergu 1813–1890          | Zdeněk ze Sternbergu 1813–1890          |                                         |                                         | Marie Žofie Terezie ze Stadion-Thannhausenu 1819–1873 | Marie Žofie Terezie ze Stadion-Thannhausenu 1819–1873 | Marie Žofie Terezie ze Stadion-Thannhausenu 1819–1873 | Marie Žofie Terezie ze Stadion-Thannhausenu 1819–1873 | Marie Žofie Terezie ze Stadion-Thannhausenu 1819–1873 | Marie Žofie Terezie ze Stadion-Thannhausenu 1819–1873 |                               |                               |                                  |                                  |                                  |                                  |                                                     |                                                     |                                                     |                                                     |                                                     |                                                     |                                     |                                     |                                     |                                     |  |  |  |  |
| Leopold II. Mořic ze Sternbergu 1811–1899   | Leopold II. Mořic ze Sternbergu 1811–1899   | Leopold II. Mořic ze Sternbergu 1811–1899   | Leopold II. Mořic ze Sternbergu 1811–1899   | Leopold II. Mořic ze Sternbergu 1811–1899   | Leopold II. Mořic ze Sternbergu 1811–1899   |                                        |                                        | Luisa z Hohenlohe-Bartenstein-Jagtsbergu 1840–1873  | Luisa z Hohenlohe-Bartenstein-Jagtsbergu 1840–1873  | Luisa z Hohenlohe-Bartenstein-Jagtsbergu 1840–1873  | Luisa z Hohenlohe-Bartenstein-Jagtsbergu 1840–1873  | Luisa z Hohenlohe-Bartenstein-Jagtsbergu 1840–1873  | Luisa z Hohenlohe-Bartenstein-Jagtsbergu 1840–1873  |                              |                              |                                                     |                                                     |                                                     |                                                     |                                                     |                                                     |                                                    |                                                    | Jaroslav ze Sternbergu 1809–1874                   | Jaroslav ze Sternbergu 1809–1874                   | Jaroslav ze Sternbergu 1809–1874 | Jaroslav ze Sternbergu 1809–1874 | Jaroslav ze Sternbergu 1809–1874    | Jaroslav ze Sternbergu 1809–1874    |                                     |                                     | Eleonora Orczy de Orczi 1811–1865   | Eleonora Orczy de Orczi 1811–1865   | Eleonora Orczy de Orczi 1811–1865 | Eleonora Orczy de Orczi 1811–1865 | Eleonora Orczy de Orczi 1811–1865 | Eleonora Orczy de Orczi 1811–1865 |                                |                                |                         |                         |                            |                            |                            |                            |                                        |                                        | Zdeněk ze Sternbergu 1813–1890         | Zdeněk ze Sternbergu 1813–1890         | Zdeněk ze Sternbergu 1813–1890         | Zdeněk ze Sternbergu 1813–1890         | Zdeněk ze Sternbergu 1813–1890          | Zdeněk ze Sternbergu 1813–1890          |                                         |                                         | Marie Žofie Terezie ze Stadion-Thannhausenu 1819–1873 | Marie Žofie Terezie ze Stadion-Thannhausenu 1819–1873 | Marie Žofie Terezie ze Stadion-Thannhausenu 1819–1873 | Marie Žofie Terezie ze Stadion-Thannhausenu 1819–1873 | Marie Žofie Terezie ze Stadion-Thannhausenu 1819–1873 | Marie Žofie Terezie ze Stadion-Thannhausenu 1819–1873 |                               |                               |                                  |                                  |                                  |                                  |                                                     |                                                     |                                                     |                                                     |                                                     |                                                     |                                     |                                     |                                     |                                     |  |  |  |  |
|                                             |                                             |                                             |                                             |                                             |                                             |                                        |                                        |                                                     |                                                     |                                                     |                                                     |                                                     |                                                     |                              |                              |                                                     |                                                     |                                                     |                                                     |                                                     |                                                     |                                                    |                                                    |                                                    |                                                    |                                  |                                  |                                     |                                     |                                     |                                     |                                     |                                     |                                   |                                   |                                   |                                   |                                |                                |                         |                         |                            |                            |                            |                            |                                        |                                        |                                        |                                        |                                        |                                        |                                         |                                         |                                         |                                         |                                                       |                                                       |                                                       |                                                       |                                                       |                                                       |                               |                               |                                  |                                  |                                  |                                  |                                                     |                                                     |                                                     |                                                     |                                                     |                                                     |                                     |                                     |                                     |                                     |  |  |  |  |
|                                             |                                             |                                             |                                             |                                             |                                             |                                        |                                        |                                                     |                                                     |                                                     |                                                     |                                                     |                                                     |                              |                              |                                                     |                                                     |                                                     |                                                     |                                                     |                                                     |                                                    |                                                    |                                                    |                                                    |                                  |                                  |                                     |                                     |                                     |                                     |                                     |                                     |                                   |                                   |                                   |                                   |                                |                                |                         |                         |                            |                            |                            |                            |                                        |                                        |                                        |                                        |                                        |                                        |                                         |                                         |                                         |                                         |                                                       |                                                       |                                                       |                                                       |                                                       |                                                       |                               |                               |                                  |                                  |                                  |                                  |                                                     |                                                     |                                                     |                                                     |                                                     |                                                     |                                     |                                     |                                     |                                     |  |  |  |  |
| Leopold III. Albert ze Sternbergu 1865–1937 | Leopold III. Albert ze Sternbergu 1865–1937 | Leopold III. Albert ze Sternbergu 1865–1937 | Leopold III. Albert ze Sternbergu 1865–1937 | Leopold III. Albert ze Sternbergu 1865–1937 | Leopold III. Albert ze Sternbergu 1865–1937 |                                        |                                        | Franziska Henriette Larischová z Mönnichu 1873–1933 | Franziska Henriette Larischová z Mönnichu 1873–1933 | Franziska Henriette Larischová z Mönnichu 1873–1933 | Franziska Henriette Larischová z Mönnichu 1873–1933 | Franziska Henriette Larischová z Mönnichu 1873–1933 | Franziska Henriette Larischová z Mönnichu 1873–1933 |                              |                              | Vojtěch Václav ze Sternbergu 1868–1930              | Vojtěch Václav ze Sternbergu 1868–1930              | Vojtěch Václav ze Sternbergu 1868–1930              | Vojtěch Václav ze Sternbergu 1868–1930              | Vojtěch Václav ze Sternbergu 1868–1930              | Vojtěch Václav ze Sternbergu 1868–1930              |                                                    |                                                    |                                                    |                                                    |                                  |                                  |                                     |                                     |                                     |                                     |                                     |                                     |                                   |                                   |                                   |                                   |                                |                                |                         |                         |                            |                            |                            |                            |                                        |                                        |                                        |                                        |                                        |                                        | Alois ze Sternbergu 1850–1907           | Alois ze Sternbergu 1850–1907           | Alois ze Sternbergu 1850–1907           | Alois ze Sternbergu 1850–1907           | Alois ze Sternbergu 1850–1907                         | Alois ze Sternbergu 1850–1907                         |                                                       |                                                       | Filip ze Sternbergu 1852–1924                         | Filip ze Sternbergu 1852–1924                         | Filip ze Sternbergu 1852–1924 | Filip ze Sternbergu 1852–1924 | Filip ze Sternbergu 1852–1924    | Filip ze Sternbergu 1852–1924    |                                  |                                  | Karolína z Thurn-Valsassina-Como-Vercelli 1863–1944 | Karolína z Thurn-Valsassina-Como-Vercelli 1863–1944 | Karolína z Thurn-Valsassina-Como-Vercelli 1863–1944 | Karolína z Thurn-Valsassina-Como-Vercelli 1863–1944 | Karolína z Thurn-Valsassina-Como-Vercelli 1863–1944 | Karolína z Thurn-Valsassina-Como-Vercelli 1863–1944 |                                     |                                     |                                     |                                     |  |  |  |  |
| Leopold III. Albert ze Sternbergu 1865–1937 | Leopold III. Albert ze Sternbergu 1865–1937 | Leopold III. Albert ze Sternbergu 1865–1937 | Leopold III. Albert ze Sternbergu 1865–1937 | Leopold III. Albert ze Sternbergu 1865–1937 | Leopold III. Albert ze Sternbergu 1865–1937 |                                        |                                        | Franziska Henriette Larischová z Mönnichu 1873–1933 | Franziska Henriette Larischová z Mönnichu 1873–1933 | Franziska Henriette Larischová z Mönnichu 1873–1933 | Franziska Henriette Larischová z Mönnichu 1873–1933 | Franziska Henriette Larischová z Mönnichu 1873–1933 | Franziska Henriette Larischová z Mönnichu 1873–1933 |                              |                              | Vojtěch Václav ze Sternbergu 1868–1930              | Vojtěch Václav ze Sternbergu 1868–1930              | Vojtěch Václav ze Sternbergu 1868–1930              | Vojtěch Václav ze Sternbergu 1868–1930              | Vojtěch Václav ze Sternbergu 1868–1930              | Vojtěch Václav ze Sternbergu 1868–1930              |                                                    |                                                    |                                                    |                                                    |                                  |                                  |                                     |                                     |                                     |                                     |                                     |                                     |                                   |                                   |                                   |                                   |                                |                                |                         |                         |                            |                            |                            |                            |                                        |                                        |                                        |                                        |                                        |                                        | Alois ze Sternbergu 1850–1907           | Alois ze Sternbergu 1850–1907           | Alois ze Sternbergu 1850–1907           | Alois ze Sternbergu 1850–1907           | Alois ze Sternbergu 1850–1907                         | Alois ze Sternbergu 1850–1907                         |                                                       |                                                       | Filip ze Sternbergu 1852–1924                         | Filip ze Sternbergu 1852–1924                         | Filip ze Sternbergu 1852–1924 | Filip ze Sternbergu 1852–1924 | Filip ze Sternbergu 1852–1924    | Filip ze Sternbergu 1852–1924    |                                  |                                  | Karolína z Thurn-Valsassina-Como-Vercelli 1863–1944 | Karolína z Thurn-Valsassina-Como-Vercelli 1863–1944 | Karolína z Thurn-Valsassina-Como-Vercelli 1863–1944 | Karolína z Thurn-Valsassina-Como-Vercelli 1863–1944 | Karolína z Thurn-Valsassina-Como-Vercelli 1863–1944 | Karolína z Thurn-Valsassina-Como-Vercelli 1863–1944 |                                     |                                     |                                     |                                     |  |  |  |  |
|                                             |                                             |                                             |                                             |                                             |                                             |                                        |                                        |                                                     |                                                     |                                                     |                                                     |                                                     |                                                     |                              |                              |                                                     |                                                     |                                                     |                                                     |                                                     |                                                     |                                                    |                                                    |                                                    |                                                    |                                  |                                  |                                     |                                     |                                     |                                     |                                     |                                     |                                   |                                   |                                   |                                   |                                |                                |                         |                         |                            |                            |                            |                            |                                        |                                        |                                        |                                        |                                        |                                        |                                         |                                         |                                         |                                         |                                                       |                                                       |                                                       |                                                       |                                                       |                                                       |                               |                               |                                  |                                  |                                  |                                  |                                                     |                                                     |                                                     |                                                     |                                                     |                                                     |                                     |                                     |                                     |                                     |  |  |  |  |
|                                             |                                             |                                             |                                             |                                             |                                             |                                        |                                        |                                                     |                                                     |                                                     |                                                     |                                                     |                                                     |                              |                              |                                                     |                                                     |                                                     |                                                     |                                                     |                                                     |                                                    |                                                    |                                                    |                                                    |                                  |                                  |                                     |                                     |                                     |                                     |                                     |                                     |                                   |                                   |                                   |                                   |                                |                                |                         |                         |                            |                            |                            |                            |                                        |                                        |                                        |                                        |                                        |                                        |                                         |                                         |                                         |                                         |                                                       |                                                       |                                                       |                                                       |                                                       |                                                       |                               |                               |                                  |                                  |                                  |                                  |                                                     |                                                     |                                                     |                                                     |                                                     |                                                     |                                     |                                     |                                     |                                     |  |  |  |  |
| Leopold IV. Stanislav Sternberg 1896–1957   | Leopold IV. Stanislav Sternberg 1896–1957   | Leopold IV. Stanislav Sternberg 1896–1957   | Leopold IV. Stanislav Sternberg 1896–1957   | Leopold IV. Stanislav Sternberg 1896–1957   | Leopold IV. Stanislav Sternberg 1896–1957   |                                        |                                        | Cecilia Reventlow-Criminilová 1908–1983             | Cecilia Reventlow-Criminilová 1908–1983             | Cecilia Reventlow-Criminilová 1908–1983             | Cecilia Reventlow-Criminilová 1908–1983             | Cecilia Reventlow-Criminilová 1908–1983             | Cecilia Reventlow-Criminilová 1908–1983             |                              |                              | František Sternberg 1901–1969                       | František Sternberg 1901–1969                       | František Sternberg 1901–1969                       | František Sternberg 1901–1969                       | František Sternberg 1901–1969                       | František Sternberg 1901–1969                       |                                                    |                                                    | II. Elisabeth Ada Dawson 1910–?                    | II. Elisabeth Ada Dawson 1910–?                    | II. Elisabeth Ada Dawson 1910–?  | II. Elisabeth Ada Dawson 1910–?  | II. Elisabeth Ada Dawson 1910–?     | II. Elisabeth Ada Dawson 1910–?     |                                     |                                     | Jaroslav Sternberg 1900–1943        | Jaroslav Sternberg 1900–1943        | Jaroslav Sternberg 1900–1943      | Jaroslav Sternberg 1900–1943      | Jaroslav Sternberg 1900–1943      | Jaroslav Sternberg 1900–1943      |                                |                                | Marie Grošová 1903–1972 | Marie Grošová 1903–1972 | Marie Grošová 1903–1972    | Marie Grošová 1903–1972    | Marie Grošová 1903–1972    | Marie Grošová 1903–1972    |                                        |                                        | Adam Sternberg 1903–1958               | Adam Sternberg 1903–1958               | Adam Sternberg 1903–1958               | Adam Sternberg 1903–1958               | Adam Sternberg 1903–1958                | Adam Sternberg 1903–1958                |                                         |                                         | Gertrude Amende 1902–?                                | Gertrude Amende 1902–?                                | Gertrude Amende 1902–?                                | Gertrude Amende 1902–?                                | Gertrude Amende 1902–?                                | Gertrude Amende 1902–?                                |                               |                               | Jiří Douglas Sternberg 1888–1965 | Jiří Douglas Sternberg 1888–1965 | Jiří Douglas Sternberg 1888–1965 | Jiří Douglas Sternberg 1888–1965 | Jiří Douglas Sternberg 1888–1965                    | Jiří Douglas Sternberg 1888–1965                    |                                                     |                                                     | Kunhuta Mensdorff-Pouilly 1899–1989                 | Kunhuta Mensdorff-Pouilly 1899–1989                 | Kunhuta Mensdorff-Pouilly 1899–1989 | Kunhuta Mensdorff-Pouilly 1899–1989 | Kunhuta Mensdorff-Pouilly 1899–1989 | Kunhuta Mensdorff-Pouilly 1899–1989 |  |  |  |  |
| Leopold IV. Stanislav Sternberg 1896–1957   | Leopold IV. Stanislav Sternberg 1896–1957   | Leopold IV. Stanislav Sternberg 1896–1957   | Leopold IV. Stanislav Sternberg 1896–1957   | Leopold IV. Stanislav Sternberg 1896–1957   | Leopold IV. Stanislav Sternberg 1896–1957   |                                        |                                        | Cecilia Reventlow-Criminilová 1908–1983             | Cecilia Reventlow-Criminilová 1908–1983             | Cecilia Reventlow-Criminilová 1908–1983             | Cecilia Reventlow-Criminilová 1908–1983             | Cecilia Reventlow-Criminilová 1908–1983             | Cecilia Reventlow-Criminilová 1908–1983             |                              |                              | František Sternberg 1901–1969                       | František Sternberg 1901–1969                       | František Sternberg 1901–1969                       | František Sternberg 1901–1969                       | František Sternberg 1901–1969                       | František Sternberg 1901–1969                       |                                                    |                                                    | II. Elisabeth Ada Dawson 1910–?                    | II. Elisabeth Ada Dawson 1910–?                    | II. Elisabeth Ada Dawson 1910–?  | II. Elisabeth Ada Dawson 1910–?  | II. Elisabeth Ada Dawson 1910–?     | II. Elisabeth Ada Dawson 1910–?     |                                     |                                     | Jaroslav Sternberg 1900–1943        | Jaroslav Sternberg 1900–1943        | Jaroslav Sternberg 1900–1943      | Jaroslav Sternberg 1900–1943      | Jaroslav Sternberg 1900–1943      | Jaroslav Sternberg 1900–1943      |                                |                                | Marie Grošová 1903–1972 | Marie Grošová 1903–1972 | Marie Grošová 1903–1972    | Marie Grošová 1903–1972    | Marie Grošová 1903–1972    | Marie Grošová 1903–1972    |                                        |                                        | Adam Sternberg 1903–1958               | Adam Sternberg 1903–1958               | Adam Sternberg 1903–1958               | Adam Sternberg 1903–1958               | Adam Sternberg 1903–1958                | Adam Sternberg 1903–1958                |                                         |                                         | Gertrude Amende 1902–?                                | Gertrude Amende 1902–?                                | Gertrude Amende 1902–?                                | Gertrude Amende 1902–?                                | Gertrude Amende 1902–?                                | Gertrude Amende 1902–?                                |                               |                               | Jiří Douglas Sternberg 1888–1965 | Jiří Douglas Sternberg 1888–1965 | Jiří Douglas Sternberg 1888–1965 | Jiří Douglas Sternberg 1888–1965 | Jiří Douglas Sternberg 1888–1965                    | Jiří Douglas Sternberg 1888–1965                    |                                                     |                                                     | Kunhuta Mensdorff-Pouilly 1899–1989                 | Kunhuta Mensdorff-Pouilly 1899–1989                 | Kunhuta Mensdorff-Pouilly 1899–1989 | Kunhuta Mensdorff-Pouilly 1899–1989 | Kunhuta Mensdorff-Pouilly 1899–1989 | Kunhuta Mensdorff-Pouilly 1899–1989 |  |  |  |  |
|                                             |                                             |                                             |                                             |                                             |                                             |                                        |                                        |                                                     |                                                     |                                                     |                                                     |                                                     |                                                     |                              |                              |                                                     |                                                     |                                                     |                                                     |                                                     |                                                     |                                                    |                                                    |                                                    |                                                    |                                  |                                  |                                     |                                     |                                     |                                     |                                     |                                     |                                   |                                   |                                   |                                   |                                |                                |                         |                         |                            |                            |                            |                            |                                        |                                        |                                        |                                        |                                        |                                        |                                         |                                         |                                         |                                         |                                                       |                                                       |                                                       |                                                       |                                                       |                                                       |                               |                               |                                  |                                  |                                  |                                  |                                                     |                                                     |                                                     |                                                     |                                                     |                                                     |                                     |                                     |                                     |                                     |  |  |  |  |
|                                             |                                             |                                             |                                             |                                             |                                             |                                        |                                        |                                                     |                                                     |                                                     |                                                     |                                                     |                                                     |                              |                              |                                                     |                                                     |                                                     |                                                     |                                                     |                                                     |                                                    |                                                    |                                                    |                                                    |                                  |                                  |                                     |                                     |                                     |                                     |                                     |                                     |                                   |                                   |                                   |                                   |                                |                                |                         |                         |                            |                            |                            |                            |                                        |                                        |                                        |                                        |                                        |                                        |                                         |                                         |                                         |                                         |                                                       |                                                       |                                                       |                                                       |                                                       |                                                       |                               |                               |                                  |                                  |                                  |                                  |                                                     |                                                     |                                                     |                                                     |                                                     |                                                     |                                     |                                     |                                     |                                     |  |  |  |  |
|                                             |                                             |                                             |                                             | Diana Franziska Sternbergová 1936–2024      | Diana Franziska Sternbergová 1936–2024      | Diana Franziska Sternbergová 1936–2024 | Diana Franziska Sternbergová 1936–2024 | Diana Franziska Sternbergová 1936–2024              | Diana Franziska Sternbergová 1936–2024              |                                                     |                                                     | Henry Ogden Phipps 1931–1962                        | Henry Ogden Phipps 1931–1962                        | Henry Ogden Phipps 1931–1962 | Henry Ogden Phipps 1931–1962 | Henry Ogden Phipps 1931–1962                        | Henry Ogden Phipps 1931–1962                        |                                                     |                                                     | Leopold V. František Sternberg * 1953               | Leopold V. František Sternberg * 1953               | Leopold V. František Sternberg * 1953              | Leopold V. František Sternberg * 1953              | Leopold V. František Sternberg * 1953              | Leopold V. František Sternberg * 1953              |                                  |                                  |                                     |                                     |                                     |                                     |                                     |                                     | Alžběta Hrubá-Gelenj 1929–2021    | Alžběta Hrubá-Gelenj 1929–2021    | Alžběta Hrubá-Gelenj 1929–2021    | Alžběta Hrubá-Gelenj 1929–2021    | Alžběta Hrubá-Gelenj 1929–2021 | Alžběta Hrubá-Gelenj 1929–2021 |                         |                         | Zdeněk Sternberg 1923–2021 | Zdeněk Sternberg 1923–2021 | Zdeněk Sternberg 1923–2021 | Zdeněk Sternberg 1923–2021 | Zdeněk Sternberg 1923–2021             | Zdeněk Sternberg 1923–2021             |                                        |                                        |                                        |                                        | Marie Leopoldina Lobkowiczová 1943–2017 | Marie Leopoldina Lobkowiczová 1943–2017 | Marie Leopoldina Lobkowiczová 1943–2017 | Marie Leopoldina Lobkowiczová 1943–2017 | Marie Leopoldina Lobkowiczová 1943–2017               | Marie Leopoldina Lobkowiczová 1943–2017               |                                                       |                                                       | Jan Bosco Sternberg 1936–2012                         | Jan Bosco Sternberg 1936–2012                         | Jan Bosco Sternberg 1936–2012 | Jan Bosco Sternberg 1936–2012 | Jan Bosco Sternberg 1936–2012    | Jan Bosco Sternberg 1936–2012    |                                  |                                  |                                                     |                                                     |                                                     |                                                     |                                                     |                                                     |                                     |                                     |                                     |                                     |  |  |  |  |
|                                             |                                             |                                             |                                             | Diana Franziska Sternbergová 1936–2024      | Diana Franziska Sternbergová 1936–2024      | Diana Franziska Sternbergová 1936–2024 | Diana Franziska Sternbergová 1936–2024 | Diana Franziska Sternbergová 1936–2024              | Diana Franziska Sternbergová 1936–2024              |                                                     |                                                     | Henry Ogden Phipps 1931–1962                        | Henry Ogden Phipps 1931–1962                        | Henry Ogden Phipps 1931–1962 | Henry Ogden Phipps 1931–1962 | Henry Ogden Phipps 1931–1962                        | Henry Ogden Phipps 1931–1962                        |                                                     |                                                     | Leopold V. František Sternberg * 1953               | Leopold V. František Sternberg * 1953               | Leopold V. František Sternberg * 1953              | Leopold V. František Sternberg * 1953              | Leopold V. František Sternberg * 1953              | Leopold V. František Sternberg * 1953              |                                  |                                  |                                     |                                     |                                     |                                     |                                     |                                     | Alžběta Hrubá-Gelenj 1929–2021    | Alžběta Hrubá-Gelenj 1929–2021    | Alžběta Hrubá-Gelenj 1929–2021    | Alžběta Hrubá-Gelenj 1929–2021    | Alžběta Hrubá-Gelenj 1929–2021 | Alžběta Hrubá-Gelenj 1929–2021 |                         |                         | Zdeněk Sternberg 1923–2021 | Zdeněk Sternberg 1923–2021 | Zdeněk Sternberg 1923–2021 | Zdeněk Sternberg 1923–2021 | Zdeněk Sternberg 1923–2021             | Zdeněk Sternberg 1923–2021             |                                        |                                        |                                        |                                        | Marie Leopoldina Lobkowiczová 1943–2017 | Marie Leopoldina Lobkowiczová 1943–2017 | Marie Leopoldina Lobkowiczová 1943–2017 | Marie Leopoldina Lobkowiczová 1943–2017 | Marie Leopoldina Lobkowiczová 1943–2017               | Marie Leopoldina Lobkowiczová 1943–2017               |                                                       |                                                       | Jan Bosco Sternberg 1936–2012                         | Jan Bosco Sternberg 1936–2012                         | Jan Bosco Sternberg 1936–2012 | Jan Bosco Sternberg 1936–2012 | Jan Bosco Sternberg 1936–2012    | Jan Bosco Sternberg 1936–2012    |                                  |                                  |                                                     |                                                     |                                                     |                                                     |                                                     |                                                     |                                     |                                     |                                     |                                     |  |  |  |  |
|                                             |                                             |                                             |                                             |                                             |                                             |                                        |                                        |                                                     |                                                     |                                                     |                                                     |                                                     |                                                     |                              |                              |                                                     |                                                     |                                                     |                                                     |                                                     |                                                     |                                                    |                                                    |                                                    |                                                    |                                  |                                  |                                     |                                     |                                     |                                     |                                     |                                     |                                   |                                   |                                   |                                   |                                |                                |                         |                         |                            |                            |                            |                            |                                        |                                        |                                        |                                        |                                        |                                        |                                         |                                         |                                         |                                         |                                                       |                                                       |                                                       |                                                       |                                                       |                                                       |                               |                               |                                  |                                  |                                  |                                  |                                                     |                                                     |                                                     |                                                     |                                                     |                                                     |                                     |                                     |                                     |                                     |  |  |  |  |
|                                             |                                             |                                             |                                             |                                             |                                             |                                        |                                        |                                                     |                                                     |                                                     |                                                     |                                                     |                                                     |                              |                              |                                                     |                                                     |                                                     |                                                     |                                                     |                                                     |                                                    |                                                    |                                                    |                                                    |                                  |                                  |                                     |                                     |                                     |                                     |                                     |                                     |                                   |                                   |                                   |                                   |                                |                                |                         |                         |                            |                            |                            |                            |                                        |                                        |                                        |                                        |                                        |                                        |                                         |                                         |                                         |                                         |                                                       |                                                       |                                                       |                                                       |                                                       |                                                       |                               |                               |                                  |                                  |                                  |                                  |                                                     |                                                     |                                                     |                                                     |                                                     |                                                     |                                     |                                     |                                     |                                     |  |  |  |  |
| I. Berthold von Seilern und Aspang * 1955   | I. Berthold von Seilern und Aspang * 1955   | I. Berthold von Seilern und Aspang * 1955   | I. Berthold von Seilern und Aspang * 1955   | I. Berthold von Seilern und Aspang * 1955   | I. Berthold von Seilern und Aspang * 1955   |                                        |                                        | Alexandra Phipps Sternbergová * 1959                | Alexandra Phipps Sternbergová * 1959                | Alexandra Phipps Sternbergová * 1959                | Alexandra Phipps Sternbergová * 1959                | Alexandra Phipps Sternbergová * 1959                | Alexandra Phipps Sternbergová * 1959                |                              |                              | II. Maximilian von Bulgarini und von Hardegg * 1966 | II. Maximilian von Bulgarini und von Hardegg * 1966 | II. Maximilian von Bulgarini und von Hardegg * 1966 | II. Maximilian von Bulgarini und von Hardegg * 1966 | II. Maximilian von Bulgarini und von Hardegg * 1966 | II. Maximilian von Bulgarini und von Hardegg * 1966 |                                                    |                                                    |                                                    |                                                    |                                  |                                  |                                     |                                     | I. Kateřina Vávrová * 1971          | I. Kateřina Vávrová * 1971          | I. Kateřina Vávrová * 1971          | I. Kateřina Vávrová * 1971          | I. Kateřina Vávrová * 1971        | I. Kateřina Vávrová * 1971        |                                   |                                   | Filip Sternberg * 1956         | Filip Sternberg * 1956         | Filip Sternberg * 1956  | Filip Sternberg * 1956  | Filip Sternberg * 1956     | Filip Sternberg * 1956     |                            |                            | II. Susanne Friederike von Berg * 1956 | II. Susanne Friederike von Berg * 1956 | II. Susanne Friederike von Berg * 1956 | II. Susanne Friederike von Berg * 1956 | II. Susanne Friederike von Berg * 1956 | II. Susanne Friederike von Berg * 1956 |                                         |                                         |                                         |                                         | Jiří Sternberg * 1968                                 | Jiří Sternberg * 1968                                 | Jiří Sternberg * 1968                                 | Jiří Sternberg * 1968                                 | Jiří Sternberg * 1968                                 | Jiří Sternberg * 1968                                 |                               |                               | Petra Říhová * 1975              | Petra Říhová * 1975              | Petra Říhová * 1975              | Petra Říhová * 1975              | Petra Říhová * 1975                                 | Petra Říhová * 1975                                 |                                                     |                                                     |                                                     |                                                     |                                     |                                     |                                     |                                     |  |  |  |  |
| I. Berthold von Seilern und Aspang * 1955   | I. Berthold von Seilern und Aspang * 1955   | I. Berthold von Seilern und Aspang * 1955   | I. Berthold von Seilern und Aspang * 1955   | I. Berthold von Seilern und Aspang * 1955   | I. Berthold von Seilern und Aspang * 1955   |                                        |                                        | Alexandra Phipps Sternbergová * 1959                | Alexandra Phipps Sternbergová * 1959                | Alexandra Phipps Sternbergová * 1959                | Alexandra Phipps Sternbergová * 1959                | Alexandra Phipps Sternbergová * 1959                | Alexandra Phipps Sternbergová * 1959                |                              |                              | II. Maximilian von Bulgarini und von Hardegg * 1966 | II. Maximilian von Bulgarini und von Hardegg * 1966 | II. Maximilian von Bulgarini und von Hardegg * 1966 | II. Maximilian von Bulgarini und von Hardegg * 1966 | II. Maximilian von Bulgarini und von Hardegg * 1966 | II. Maximilian von Bulgarini und von Hardegg * 1966 |                                                    |                                                    |                                                    |                                                    |                                  |                                  |                                     |                                     | I. Kateřina Vávrová * 1971          | I. Kateřina Vávrová * 1971          | I. Kateřina Vávrová * 1971          | I. Kateřina Vávrová * 1971          | I. Kateřina Vávrová * 1971        | I. Kateřina Vávrová * 1971        |                                   |                                   | Filip Sternberg * 1956         | Filip Sternberg * 1956         | Filip Sternberg * 1956  | Filip Sternberg * 1956  | Filip Sternberg * 1956     | Filip Sternberg * 1956     |                            |                            | II. Susanne Friederike von Berg * 1956 | II. Susanne Friederike von Berg * 1956 | II. Susanne Friederike von Berg * 1956 | II. Susanne Friederike von Berg * 1956 | II. Susanne Friederike von Berg * 1956 | II. Susanne Friederike von Berg * 1956 |                                         |                                         |                                         |                                         | Jiří Sternberg * 1968                                 | Jiří Sternberg * 1968                                 | Jiří Sternberg * 1968                                 | Jiří Sternberg * 1968                                 | Jiří Sternberg * 1968                                 | Jiří Sternberg * 1968                                 |                               |                               | Petra Říhová * 1975              | Petra Říhová * 1975              | Petra Říhová * 1975              | Petra Říhová * 1975              | Petra Říhová * 1975                                 | Petra Říhová * 1975                                 |                                                     |                                                     |                                                     |                                                     |                                     |                                     |                                     |                                     |  |  |  |  |